# Aspila condolens
Aspila condolens là một loài bướm đêm trong họ Noctuidae.